# Верхний Кадам
Верхний Кадам (мар. Кӱшыл Кодам) — деревня в Советском районе Республики Марий Эл. Входит в состав Кужмаринского сельского поселения.

## География
Находится в центральной части республики Марий Эл на расстоянии приблизительно 19 км по прямой на север-северо-запад от районного центра посёлка Советский.

## История
Известна с 1887 года, когда здесь был 31 двор, проживали 200 человек. В 1898 году число дворов возросло до 37, в 1905 году — до 39 дворов. В 2002 году отмечено 52 домов. В советское время работал колхоз «У илыш».

## Население
Население составляло 155 человек (мари 99 %) в 2002 году, 139 в 2010.